# 咬合調整法
咬合調整法（こうごうちょうせいほう）は咬合調整の方法。
咬合調整の原理は諸家によってそれぞれ異なり、また、目的とする咬合様式によっても相違するため統一した見解はない。代表的咬合調整には次のような方法がある。

## Glickman の咬合調整法
咬頭嵌合位と中心位の咬合調整を主体にして、偏心位の咬合調整を行わないことを特徴としている。Jankelson の早期接触の分類法に基づき、つぎの順序で咬合調整を行う。
1. 中心における早期接触３級の削除
2. 中心における早期接触３級の確認と咬頭嵌合位における早期接触１級の削除
3. 咬頭嵌合位における早期接触１級の確認と咬頭嵌合位における早期接触２級の削除
4. 咬頭嵌合位における早期接触２級の確認と咬頭嵌合位における早期接触３級の削除
5. 以上の早期接触の確認と歯面の研磨

## Schuyler の咬合調整法
中心位の早期接触の為害作用を認め、グループ・ファンクションド・オクルージョンを理想咬合としている。中心位と咬頭嵌合位の間にロング・セントリックを設ける。咬合調整は次の順序で行われる。
1. 全体的な咬合の不調和の削除：挺出歯や嵌入した咬頭、隣接歯の辺縁隆線の不揃いのものなどの削除。
2. 中心位および中心滑走における早期接触の削除：MUDLの法則を適用する。
3. 前方位および前方運動における咬頭干渉の削除。
4. 側方位および側方運動における咬頭干渉の削除：作業側では、MIBU（Mesial Inclination Buccal Upper）、およびDILL（Distal Inclination Lingual Lower）の法則を適用して削除する。
5. 咬合形態の修正と研磨。

## Ramfjord の咬合調整法
Schuyler の方法ととくにかわらないが、中心域での咬合調整の目標として、中心位と咬頭嵌合位を付与すること、すべての臼歯へ均等な圧力がかかるようにして、中心域での自由性を確立すること、中心域での側方圧を完全に削除することをあげている。そして、偏心位の咬合調整の目標として、多方向への限局されない自由な接触滑走パターンをあたえること、両側において均等な切歯および犬歯の誘導を与えることをあげている。
Ramfjord の咬合調整法の順序はつぎのように行われる
1. 中心域での早期接触の除去、ロング・セントリックの付与
2. 偏心位の咬頭干渉の削除
  1. 作業側ならびに前方位の咬頭干渉の削除、BULLの法則を適用する。
  2. 非作業側の咬頭干渉の削除。

## Lauritzen の咬合調整法
中心位の咬合調整を重視し、中心位と咬頭嵌合位が一致した状態（THIOP）を得ることを目的としている。ミューチュアリー・プロテクティッド・オクルージョンを理想咬合としている。
　Lauritzen の咬合調整法はつぎのように行われる。
1. 中心位における早期接触の削除[1]。MIOP（Mesial Intercuspal Occlusal Position;咬頭嵌合位が中心位の前方にあるもの[2]。Lauritzen (1974)）の場合はMUDLの法則を適用し、LIOP（Lateral Intercuspal Occlusal Position;咬頭嵌合位が中心位の側方にあるもの[2]。Lauritzen (1974)）の場合は作業側でBULLの法則を用い、非作業側では、上顎舌側咬頭遠心の内斜面と下顎頬側咬頭の近心内斜面を削除する。
2. THIOPが確立されたら偏心運動時咬合調整を行う。
  1. 前方位の咬頭干渉の削除：BULLあるいはDUML（Upper Distal Lower Lingal）の法則を適用する[1]。
  2. 作業側の咬頭干渉の削除：BULLの法則を適用する[1]。
  3. 非作業側の咬頭干渉の削除：MIBLとDIBLの法則を適用する。

## Stuart の咬合調整法
ミューチュアリー・プロテクティッド・オクルージョンを与えることを目的として、中心位の咬合調整が最後に行われる点が他と異なっている。
　咬合調整の順序はつぎのように行われる。
1. 前方位の早期接触の削除：BULLの法則
2. 側方運動時咬頭干渉の削除
  1. 非作業側の調整：上顎では下顎歯の咬頭が通過できるよう。また下顎には上顎歯の咬頭が通過できるように、それぞれの溝を形成する。
  2. 作業側での調整：BULLの法則を適用する。
3. 中心位の早期接触の削除：上顎では舌側咬頭の近心斜面を、下顎では頬側咬頭の遠心斜面を削除する。

## Guichet の咬合調整法
数多くある咬合調整法を集大成した優れた方法である。この術式の特徴は、バランスド・オクルージョン、グループ・ファンクションド・オクルージョン、ミューチュアリー・プロテクティッド・オクルージョンのいずれの咬合様式にもあてはめられることである。
　Guichetは、咬合調整する部位を確認しやすくするために、歯列模型上に６色のエナメルを使用して削除部位を記す方法を紹介している。この方法を用いると、削除すべき部位が模型上で簡単に理解でき、また各削除面を色であらわすことができる。
　Guichetの咬合調整法は、つぎの順序で行われる。
1. 中心位の早期接触
  1. MIOPの調整は、上顎舌側咬頭の近心斜面と下顎頬側咬頭の遠心斜面を削除する。
  2. LIOP-W type の調整は、上顎舌側咬頭と下顎頬側咬頭の外斜面を削除する。それでもとりきれない場合は、上顎頬側咬頭と下顎舌側咬頭の内斜面を削除する。
  3. LIOP-NW type の調整は、上顎舌側咬頭と下顎頬側咬頭の内斜面を削除する。
2. 偏心運動時の咬頭干渉の削除
  1. 作業側の調整：上顎舌側咬頭の外斜面と下顎頬側咬頭の外斜面を削除する。それでもとりきれない場合は、BULLの法則を適用する。
  2. 非作業側の咬頭干渉の削除：上顎舌側咬頭の遠心内斜面と下顎頬側咬頭の近心内斜面を削除する（DILU、MIBLの法則を適用する）。
  3. 前方位の調整：上顎頬側咬頭の遠心斜面と下顎舌側咬頭の近心斜面を削除する。